# Terschellingia distalamphida
Terschellingia distalamphida är en rundmaskart. Terschellingia distalamphida ingår i släktet Terschellingia, och familjen Linhomoeidae. Arten är reproducerande i Sverige.